# Filaret (Mićević)
Filaret, imię świeckie Jelenko Mićević (ur. 8 sierpnia 1957 w Borci) – serbski biskup prawosławny.

## Życiorys
W 1969 ukończył seminarium duchowne św. Sawy w Belgradzie. W tym samym roku w kaplicy seminaryjnej złożył wieczyste śluby mnisze z imieniem Filaret przed patriarchą Serbii Germanem. 11 września tego samego roku został wyświęcony na hierodiakona, zaś 4 grudnia 1969 przyjął święcenia kapłańskie. Po święceniach został skierowany do monasteru Slanaca, został również kapelanem seminarium, którego był absolwentem.
Zorganizował monaster św. Gabriela w Belgradzie, w dzielnicy Zemun, przy istniejącej już wcześniej cerkwi, której remont przeprowadził. Był organizatorem licznych pielgrzymek do Grecji, w tym na Athos, oraz do najważniejszych ośrodków religijnych na terytorium Jugosławii.
W czasie wojny w Chorwacji oraz wojny w Bośni zajmował się organizacją pomocy humanitarnej dla ofiar walk, wyjeżdżał na terytoria ogarnięte konfliktem. W okresie wojen w prasie pojawiły się jego fotografie w towarzystwie członków uzbrojonych oddziałów serbskich oraz z bronią na ramieniu. Hieromnich, następnie archimandryta Filaret występował również w telewizji, mówiąc o zbrodniach popełnionych przez Chorwatów na Serbach w czasie II wojny światowej. Wypowiadał się także na tematy związane z bieżącą polityką.
W grudniu 1998 otrzymał godność archimandryty. 14 maja 1999 otrzymał nominację na biskupa mileszewskiego. Uroczysta chirotonia miała miejsce 23 maja tego samego roku w soborze św. Michała Archanioła w Belgradzie, z udziałem patriarchy serbskiego Pawła i 11 innych hierarchów.
Popierał serbskich nacjonalistów, w tym Vojislava Šešelja. Jego działalność w eparchii mileszewskiej spotkała się z negatywnym odbiorem części wiernych, którzy skierowali do patriarchy Serbii petycję o jego przeniesienie. Na katedrze pozostał do maja 2015, gdy został przeniesiony w stan spoczynku przez Święty Sobór Biskupów Serbskiego Kościoła Prawosławnego, na podstawie wyników kontroli w eparchii.